# Janet Gilbert
Janet Gilbert (ur. 1953) – amerykańska autorka komiksów o Kaczorze Donaldzie i Myszce Miki. Pisze scenariusze przede wszystkim dla duńskiego wydawnictwa Egmont. Jej mąż, Michael Gilbert, również pisze scenariusze do komiksów.
Do roku 2016 stworzyła scenariusze dla 318 prac.

## Wybrane komiksy
| Rok  | Tytuł oryginalny                 | Tytuł polski                  | Rysownik                    | Sygnatura  | Link   | Uwagi                                                                                              |
| ---- | -------------------------------- | ----------------------------- | --------------------------- | ---------- | ------ | -------------------------------------------------------------------------------------------------- |
| 1993 | The Leaning Tower Of Meatloaf    | Krzywa wieża w klopsie        | Vicar                       | D 93233    | [ 3 ]  | Tytuł nawiązuje do Krzywej Wieży w Pizie.                                                          |
| 1995 | How To Decorate A Christmas Tree | Bomb(k)owe perypetie          | Cèsar Ferioli Pelaez        | D 95053    | [ 4 ]  | |
| 1995 | The Wizard Of DOS                | Czarnoksiężnik z krainy DOS   | Roberto Ronchi              | D 95070    | [ 5 ]  | |
| 1996 | The Virus Vigilante              | Epidemia                      | Vicar                       | D 96062    | [ 6 ]  | |
| 1996 | The Rest Of The Story            | Prehistoryczna historia       | Vicar                       | D 96192    | [ 7 ]  | |
| 1997 | To Bee – Or Not To Bee           | Królowa pszczół               | Anibal Uzál                 | D 97299    | [ 8 ]  | Oryginalny tytuł nawiązuje do słynnego cytatu autorstwa Williama Shakespeare’a To be or not to be. |
| 1997 | The New Kid                      | Życie zaczyna się po lekcjach | José Maria Millet Lopez     | D 97594    | [ 9 ]  | |
| 1998 | The Other Gyro Gearloose         | Zielona planeta               | José Massaroli              | D 98158    | [ 10 ] | |
| 1998 | Chicken Not-So-Little            | Niezbyt drobny drób           | Pedro Alférez Canos         | D 98162    | [ 11 ] | |
| 1999 | The Amazing Braino               | Mózg z kosmosu                | Wanda Gattino               | D 99201    | [ 12 ] | Tytuł oryginalny nawiązuje do książki The Amazing Brain autorstwa Roberta Ornsteina.               |
| 2000 | In Search Of Flabbyfoot          | Najgorsi z najgorszych        | Vicar                       | D 2000-125 | [ 13 ] | |
| 2002 | The Fearless Fool                | Nieustraszony                 | Daniel Branca               | D 2002-014 | [ 14 ] | |
| 2002 | Four’s A Crowd                   | Trzy kaczki                   | Vicar                       | D 2002-045 | [ 15 ] | |
| 2002 | Beagle, James Beagle             | Licencja na obrabianie        | Maria José Sánchez Núñez    | D 2002-098 | [ 16 ] | |
| 2004 | All Tricks And No Treats         | Słodka historia               | Francisco Rodriguez Peinado | D 2004-275 | [ 17 ] | |
| 2004 | The Good Neighbor                | Dobra sąsiadka                | Vicar                       | D 2004-293 | [ 18 ] | |
| 2009 | Making Mr. Perfect               | Chodzący ideał                | Marco Rota                  | D 2009-263 | [ 19 ] | |